# Диркнер, Йонас
Йонас Михель Диркнер (нем. Jonas Michel Dirkner; родился 15 июля 2002, Росток) — немецкий футболист, полузащитник клуба «Ганза».

## Футбольная карьера
Йонас — уроженец города Росток, находящегося на территории федеральной земли Мекленбург-Передняя Померания, где имеет статус внерайонного города. Заниматься футболом начинал в главной местной команде «Ганза». В 15 лет перешёл в академию главной берлинской команды — «Герты». С сезона 2019/2020 года — игрок второй команды «бело-голубых». Дебютировал за неё 7 февраля 2020 года в поединке против «Оптик Ратеноу», который закончился победой берлинцев 0:2. Всего за вторую команду за пару сезонов провёл девять встреч.
22 мая 2021 года Мартен дебютировал в Бундеслиге, в поединке последнего тура против Хоффенхайма, выйдя на замену на 75-й минуте вместо Сами Хедиры.
В декабре 2019 года был впервые вызван в юношескую сборную Германии до 18 лет. Провёл за неё одну встречу. С 2020 года — игрок юношеской сборной до 19 лет.